# Flower Power (bài hát)
"Flower Power" (tạm dịch: Sức mạnh đóa hoa) là đĩa đơn tiếng Nhật thứ sáu của nhóm nhạc nữ Hàn Quốc Girls' Generation, được phát hành trực tuyến trên iTunes Nhật Bản vào ngày 14 tháng 11 năm 2012, và dưới dạng CD vào ngày 21 tháng 11 năm 2012. Bài hát là đĩa đơn thứ ba từ album tiếng Nhật thứ hai của họ, Girls' Generation II ~Girls & Peace~. Mặc dù được phát hành giới hạn, "Flower Power" bán được 29,000 bản trong tuần đầu tiên đồng thời đạt ví trí thứ năm trên bảng xếp hạng Oricon và thứ sáu trên bảng xếp hạng Japan Hot 100.

## Phát hành
Sau sự thành công của các đĩa đơn trước đó, "Paparazzi" và "Oh! / All My Love Is For You", cả hai đều đứng đầu bảng xếp hạng đĩa đơn hàng ngày của Oricon và bán được tổng cộng hơn 190,000 bản, đĩa đơn tiếp theo của nhóm, "Flower Power", được công bố vào ngày 2 tháng 10 năm 2012 và lên lịch phát hành tại Nhật vào ngày 14 tháng 11 năm 2012, 2 tuần trước khi album tiếng Nhật thứ hai của Girls' Generation được phát hành. Tuy nhiên, do một số vấn đề trong khâu sản xuất, ngày phát hành CD đã bị hoãn đến ngày 21 tháng 11 năm 2012. Nhưng đĩa đơn này vẫn được phát hành trực tuyến vào ngày 14 tháng 11 năm 2012.
"Flower Power" còn bao gồm một bài hát B-side không nằm trong album tên là "Beep Beep" cũng như một bản liên khúc các bài hát có trong album với sự góp mặt của rapper Sean Paul, cùng với 20 trang sách ảnh.

## Video âm nhạc
Ngày 31 tháng 10 năm 2012, SM Entertainment ra mắt video "Flower Power" dưới hai phiên bản: thông thường và chỉ bao gồm vũ đạo. Video này có phong cách tương tự như video "Mr. Taxi" năm 2011 của nhóm, trong đó các thành viên biểu diễn bài hát trong trang phục tiếp viên của một hãng hàng không hư cấu, Air GG.
Ngày 5 tháng 4 năm 2013, phiên bản rút ngắn của "Beep Beep" được ra mắt.

## Quảng bá
Girls' Generation biểu diễn "Flower Power" lần đầu tiên trên chương trình Kayou Kyoku của TBS vào ngày 13 tháng 11 năm 2012. Trong cùng ngày, nhóm tổ chức một buổi họp fan với 10,000 tham dự tại sân vận động quốc gia Yoyogi và biểu diễn "Gee" và "Oh!".

## Doanh số
"Flower Power" không đạt được thành công như hai đĩa đơn trước đó trong tuần đầu tiên và chỉ đạt vị trí thứ 25 trên bảng xếp hạng Japan Hot 100 vào ngày 26 tháng 11 năm 2012. Đĩa đơn này bán được 13,000 bản trong ngày đầu tiên và lọt vào vị trí thứ hai trên bảng xếp hàng đĩa đơn hàng ngày của Oricon, cũng như 29,000 bản trong tuần đầu tiên, nhưngs sau đó tăng 19 bậc để vươn lên vị trí thứ 6 trên bảng xếp hạng Japan Hot 100 trong tuần thứ hai. Bài hát còn xuất hiện trên bảng xếp hạng Hot Single Sales ở vị trí thứ 4, cũng như hai bảng xếp hạng Contemporary Airplay và Top Airplay của Billboard Japan, lần lượt ở các vị trí thứ 12 và 23.

## Danh sách bài hát
| CD thông thường  | CD thông thường                 | CD thông thường                                                                  | CD thông thường  | CD thông thường |
| STT              | Nhan đề                         | Sáng tác                                                                         | Sản xuất         | Thời lượng      |
| ---------------- | ------------------------------- | -------------------------------------------------------------------------------- | ---------------- | --------------- |
| 1.               | "Flower Power"                  | Johan Gustafson, Fredrik Häggstam, Sebastian Lundberg, Junji Ishiwatari          | Trinity          | 3:18            |
| 2.               | "Beep Beep"                     | Jeff Miyahara, Anne Judith Wik, Ronny Svendsen, Nermin Harambasic, Robin Jenssen | Dsign Music      | 3:21            |
| 3.               | "Girls' Generation II Smash-Up" | Nhiều người                                                                      | Nhiều người      | 3:26            |
| Tổng thời lượng: | Tổng thời lượng:                | Tổng thời lượng:                                                                 | Tổng thời lượng: | 10:06           |

## Bảng xếp hạng

### Oricon
| Ngày phát hành       | Bảng xếp hạng | Thứ hạng cao nhất | Doanh số khởi đầu | Tổng doanh số |
| -------------------- | ------------- | ----------------- | ----------------- | ------------- |
| 21 tháng 11 năm 2012 | Hàng ngày     | 4                 | 13,090            | 39,007        |
| 21 tháng 11 năm 2012 | Hàng tuần     | 5                 | 29,065            | 39,007        |
| 21 tháng 11 năm 2012 | Hàng tháng    | 16                | 36,062            | 39,007        |
| 21 tháng 11 năm 2012 | Hàng năm      | 201               | 37,270            | 39,007        |

### Billboard Japan
| Bảng xếp hạng                              | Thứ hạng cao nhất |
| ------------------------------------------ | ----------------- |
| Billboard Japan Adult Contemporary Airplay | 12                |
| Billboard Japan Hot Top Airplay            | 32                |
| Billboard Japan Hot Singles Sales          | 4                 |
| Billboard Japan Hot 100                    | 6                 |

## Lịch sử phát hành
| Khu vực       | Ngày                 | Định dạng         | Hãng đĩa                            |
| ------------- | -------------------- | ----------------- | ----------------------------------- |
| Nhật Bản      | 14 tháng 11 năm 2012 | Tải về trực tuyến | Nayutawave Records, Universal Music |
| Toàn thế giới | 14 tháng 11 năm 2012 | Tải về trực tuyến | Nayutawave Records, Universal Music |
| Nhật Bản      | 21 tháng 11 năm 2012 | CD                | Nayutawave Records, Universal Music |
| Đài Loan      | 23 tháng 11 năm 2012 | CD                | Nayutawave Records, Universal Music |